# Districte de Bar-le-Duc
El Districte de Bar-le-Duc és un dels tres districtes amb què es divideix el departament francès del Mosa, a la regió del Gran Est. Té 9 cantons i 109 municipis. El cap del districte és la prefectura de Bar-le-Duc

## Cantons
cantó d'Ancerville - cantó de Bar-le-Duc-Nord - cantó de Bar-le-Duc-Sud - cantó de Ligny-en-Barrois - cantó de Montiers-sur-Saulx - cantó de Revigny-sur-Ornain - cantó de Seuil-d'Argonne - cantó de Vaubecourt - cantó de Vavincourt